# Nová východní Evropa pro Krista
Nová východní Evropa pro Krista (angl. New Eastern Europe for Christ) byl název mezinárodní křesťanské konference, která se uskutečnila ve dnech 23. – 28. července 1991 v Karviné, a následně i název misijního hnutí, které z této konference vzešlo.
Na konferenci se shromáždili delegáti z protestantských církví ze zemí bývalého sovětského bloku. Účastnil se jí mj. i místopředseda federální vlády Jozef Mikloško.